# Nikolai Wladimirowitsch Markownikow
Nikolai Wladimirowitsch Markownikow (russisch Николай Владимирович Марковников; * 1869 in Kasan; † 1942 in Taschkent) war ein russischer Architekt, Restaurator und Hochschullehrer.

## Leben
Markownikow, Sohn des Chemikers Wladimir Wassiljewitsch Markownikow, studierte 1888–1892 in St. Petersburg an der Kaiserlichen Akademie der Künste mit Abschluss als Künstler der Architektur.
Nach dem Studium arbeitete Markownikow in St. Petersburg-Lesnoi am Polytechnischen Bauinstitut. Er ging dann nach Moskau und führte Bauprojekte für die Moskauer Ringeisenbahn durch. Mit Alexander Alexandrowitsch Eichenwald und Alexei Wiktorowitsch Schtschussew gehörte er zu den Gründern und Dozenten der Höheren Baukurse für Frauen in Moskau, die das Polytechnische Institut für Frauen waren.
1914–1919 war Markownikow Chefarchitekt des Moskauer Kremls. Er beschäftigte sich mit der Restaurierung der Kreml-Gebäude, die im Verlauf der Oktoberrevolution in einen schlechten Zustand geraten waren. 1919–1921 leitete er die Kommission für die Restaurierung der Kitai-Gorod-Mauer, der die Architekten Sergei Konstantinowitsch Rodionow, Alexander Felizianowitsch Meisner, Iwan Pawlowitsch Maschkow, Ilja Jewgrafowitsch Bondarenko, Iwan Wassiljewitsch Rylski und andere angehörten.
In den 1920er Jahren entwickelte Markownikow eigene Projekte für den Bau niedriger Wohnhäuser für die genossenschaftliche Gartenstadt-Siedlung Sokol in Moskau. Nach seinen Projekten wurden die meisten Gebäude in der Siedlung Sokol gebaut, die nun als Architektur-Denkmäler anerkannt sind. 1930 wurde er Chef der Abteilung für Wohnungsbau des Instituts für Stadtplanung Giprogor des NKWD der RSFSR. Parallel zu seiner Berufsarbeit lehrte er am Moskauer Architektur-Institut MArchI.
Nach Beginn des Deutsch-Sowjetischen Krieges wurde Markownikow nach Taschkent evakuiert.

## Werke

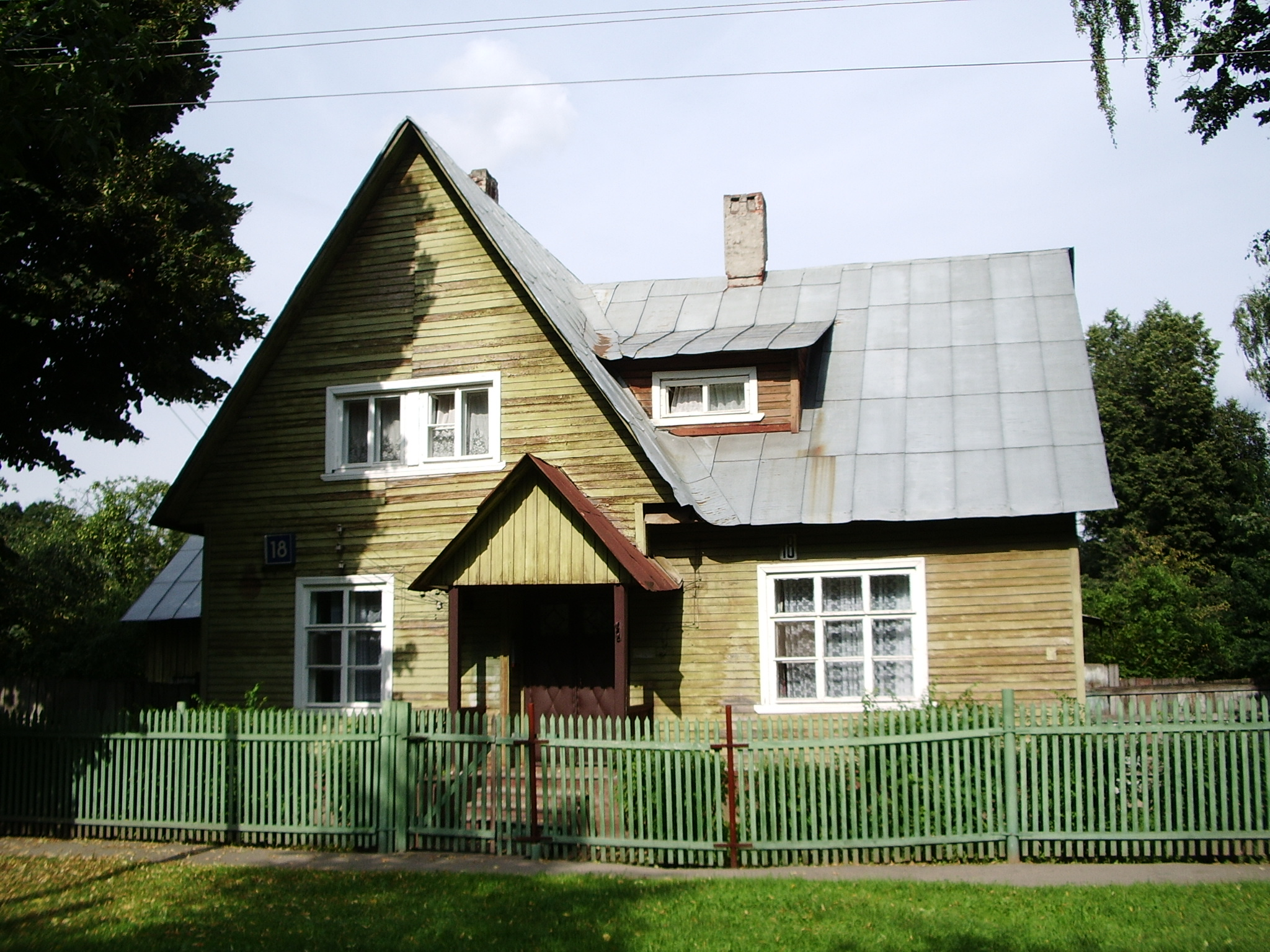
Haus 18, Uliza Polenowa, Siedlung Sokol
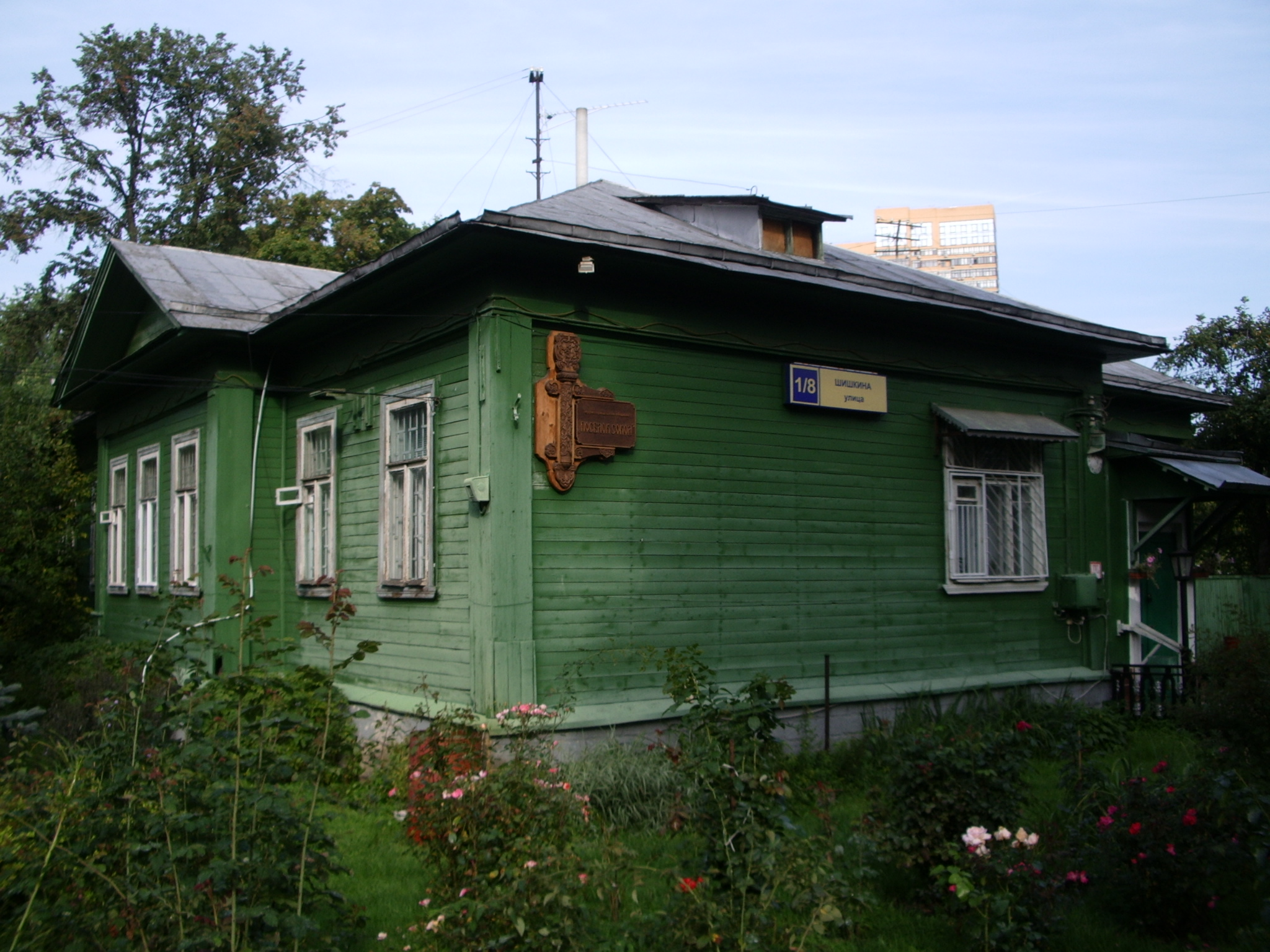
Haus 1, Uliza Schischkina, Siedlung Sokol
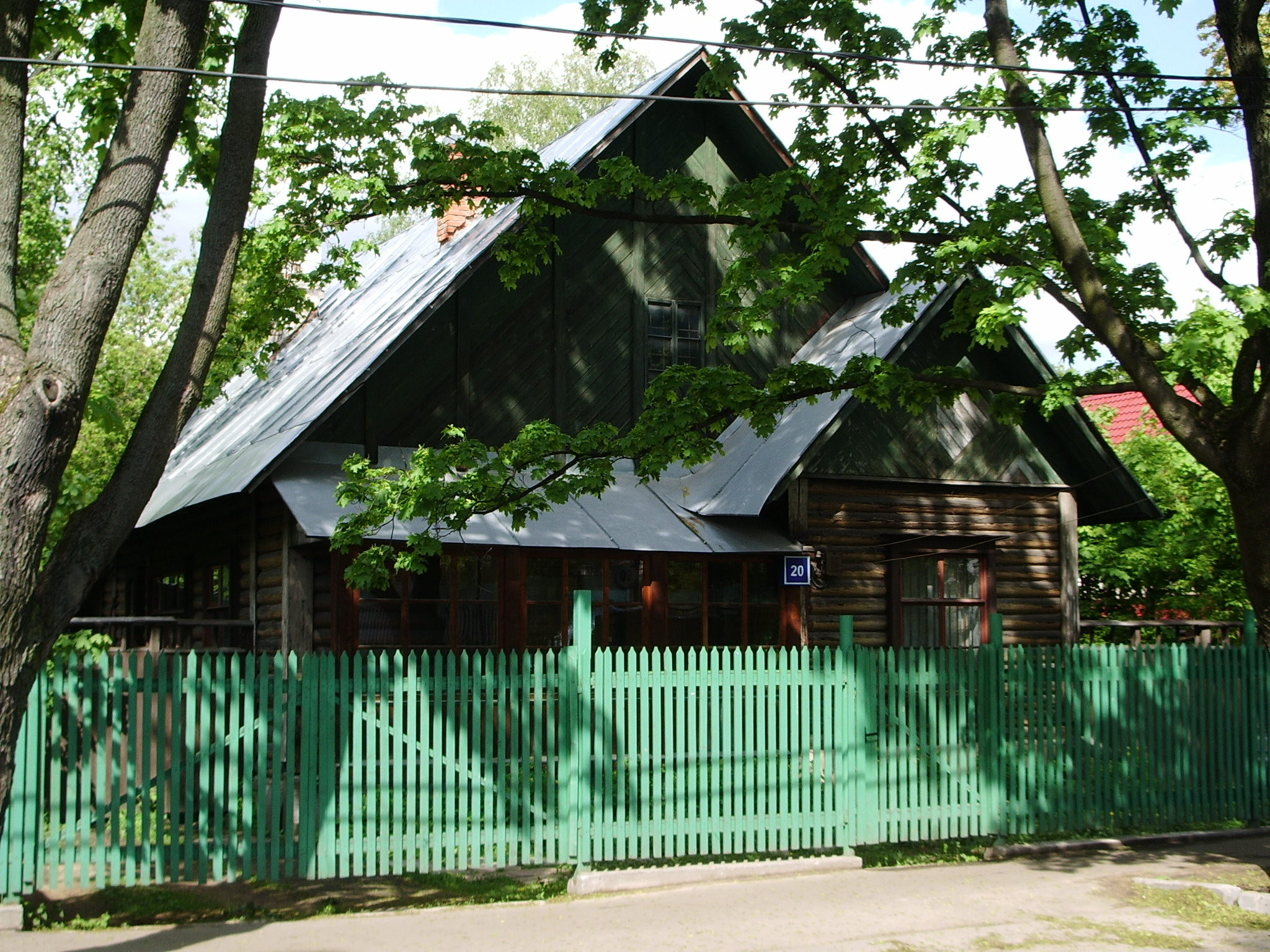
Haus 10, Uliza Lewitana, Siedlung Sokol